# Sonates pour piano seul de Hindemith
 (avril 2025).
Si vous disposez d'ouvrages ou d'articles de référence ou si vous connaissez des sites web de qualité traitant du thème abordé ici, merci de compléter l'article en donnant les références utiles à sa vérifiabilité et en les liant à la section « Notes et références ».
Les Trois Sonates pour piano de Paul Hindemith ont été composées en 1936. Elles illustrent la conception tonale du compositeur qui organise le total chromatique (les 12 sons de la gamme chromatique) autour d'un noyau tonal.

## Historique
Lorsque le 25 novembre 1934 le chef d'orchestre Wilhelm Furtwängler fit paraître dans le Deutsche Allgemeine Zeitung l'article "Le cas Hindemith", Hindemith, qui était taxé d'« artiste dégénéré » par les nazis, sut que ses jours en Allemagne étaient comptés. Le 13 février 1935, il écrivit à son éditeur Willy Strecker pour lui faire part de son intention de travailler en Turquie, aux États-Unis ou à Bâle, comptant rester en Allemagne mais abandonner son poste au conservatoire de Berlin l'année suivante. (Hindemith ne quittera l'Allemagne pour la Suisse qu'en 1938, avant d'émigrer aux États-Unis en 1940).
Les trois sonates pour piano de Hindemith ont été écrites en 1936, les deux premières pratiquement en même temps. Dans une lettre à son éditeur Willy Strecker, Hindemith s'explique : « Mon cher Willy, voici la sonate en question [il s'agit de la première], et afin que vous soyez certain que la sénilité ne me menace pas encore, j'en ai composé une seconde, juste à titre d'entraînement. Elle est le pendant plus léger à la première, d'un abord somme toute plus difficile. »
Le 8 juillet, Hindemith envoie le travail commencé en avril à son éditeur qui lui répond que Walter Gieseking, - qui compte inclure les deux sonates dans son programme, - a encore mille et un scrupules et doutes à cause du thème et variation. Hindemith écrit alors un nouveau deuxième mouvement, qu'il adresse à son éditeur en souhaitant que « ce cher Gieseking, si serviable, prenne plaisir à le jouer ». (Le thème et variations d'origine ne fait donc plus partie de la sonate et constitue une pièce indépendante).

## Analyse

### Points communs aux trois sonates
- le caractère pastoral des premiers mouvements de chaque sonate et du 4e de la première ;
- les m. 95-96 et 138-139 du dernier mouvement de la première sonate sont reprises dans le thème du rondo de la deuxième ;
- les mouvements lents des première et troisième sonates sont des marches funèbres (mouvement lent peu fréquent dans une sonate) ;
- l'aspect cyclique de chaque sonate : dans la première, le leitmotiv qui sert de motif générateur à toute la sonate, ainsi que le diptyque formé par les premier et quatrième mouvements ; la parenté entre la disposition du dernier accord des 1er et 2e mouvements de la deuxième sonate, et celle des 1er, 2e et 3e mouvements de la troisième sonate ; la reprise ultérieure d'éléments thématiques déjà présentés dans la troisième sonate (quartes descendantes du scherzo dans le développement de la marche funèbre ; la main gauche de la réexposition du 3e mouvement dans la dernière page de la fugue).

## Première Sonate en la majeur
« Je suis d'avis qu'il n'est nul besoin de reproduire le poème de Hölderlin dans la partition, mais seulement l'indication telle qu'elle figure dans le manuscrit de la sonate ». (Hindemith)
« Je suis curieuse de savoir ce que vous en direz – ce sera une toute grande pièce ! Et là-dessus, un texte magnifique, mais mélancolique et étrangement piquant » (Gertrud Hindemith dans une lettre d'avril 1936 aux Editions Schott)
Le poème de Hölderlin "Der Main" (le Main) est à l'origine de la sonate : il décrit la nostalgie du chanteur errant (heimatlosen Sängers) de revoir les bords du Main. Hindemith, qui devait quitter l'Allemagne peu après l'écriture des sonates, a annoté son exemplaire du poème, qu'il divise en cinq parties - les cinq mouvements de la sonate.
La première sonate dure moins de trente minutes.

### I - Ruhig bewegte Viertel
Une mélodie très chantante en la majeur, dont les quatre premières notes serviront de leitmotiv à la sonate, ouvre l'œuvre. Après quelques variations rythmiques et harmoniques (m. 11-16), le thème est exposé en si bémol majeur et revient en la majeur (m. 16-22). Commence le deuxième thème en mi mineur, d'abord discret (m. 22), puis au fur et à mesure s'amplifiant (m. 26, et m. 31 en mi bémol mineur), avant la coda plus calme (m. 39-51).
Comme le 4e mouvement, le 1er mouvement n'a pas de signature rythmique (mesures à 4/4, 3/4, 2/4 et 1/4) et doit être enchaîné au mouvement suivant après une courte pause (nach kurzer Pause anschließen).

### IV - Ruhig bewegte Viertel, wie im ersten Teil
Comme Beethoven dans le 3e mouvement de la sonate op. 101 - elle aussi en la majeur, - Hindemith reprend dans la 1re sonate le matériau du 1er mouvement dans le 4e. Il s'agit d'une réexposition inversée, présentant d'abord le deuxième thème en ré majeur (m. 1-23), et le retour du premier thème en ré majeur (m. 23), développé (m. 34), puis en fa majeur vers sol majeur (m. 39-46). S'ensuit la coda, dont la dernière phrase (m. 54-58) est pratiquement identique à la fin du premier mouvement.

## Deuxième Sonate en sol majeur
Bernhard Billeter trouve le cantabile du premier mouvement « tout aussi caractéristique du style de Hindemith dans les années trente que le pianissimo retenu de la fin du dernier mouvement, qui montre une intériorité que l'on observe que trop rarement dans la façon dont la musique de Hindemith est ressentie. »
La sonate dure moins d'un quart d'heure.

### I - Mäßig schnell (modérément rapide)
Des premières mesures à la mes. 26 se déploie « la longue respiration qui guide une mélodie particulièrement chantante » du thème A, nostalgique et bucolique, sur fond de basse d'Alberti, en sol mineur. S'ensuit le pont (mes. 26-40) qui mène au thème B (mes. 41-63), plus martial et plus sombre. (On remarquera que les deux thèmes sont de forme A-B-A'). Le développement (mes 63-94) reprend le matériau du pont avant la réexposition plus orchestrale du thème A en sol mineur (m. 95) qui module en si mineur (m. 107). Un canon (m. 113-116) mène au thème B présenté en do mineur (m. 117) modulant vers sol mineur, la tonique (m. 130). La coda (m. 145-156) reprend le thème A une octave plus bas, dans un registre plus sombre ; le premier mouvement se termine en sol majeur.

### II - [Scherzo:] Lebhaft
Le scherzo, caractéristique de l'humour de Hindemith et dont le matériau reprend les trois premières notes de la sonate, à 3/4, vif (Lebhaft), en mi majeur, énonce un premier thème humoristique (m. 1-4) suivi d'une valse élégante (m. 4-8). Survient le deuxième thème, repris et varié (m. 8-18), dont la basse répète sur le temps fort la dominante de si majeur, avant une petite coda en si majeur (m. 18-26). Le motif d'ouverture du scherzo est repris en do majeur (m. 26-31) comme introduction au trio.
Le trio (m. 31-69) est une valse viennoise variée. D'abord en fa dièse mineur, elle commence comme de la musique de chambre avant de devenir orchestrale et parodier le troisième mouvement de la troisième symphonie de Brahms (m. 44) ; elle apparaît une troisième fois en mi bémol majeur (m. 56).
Après un silence brusque et inattendu, la musique reprend avec le thème d'ouverture (m. 69-77) puis la valse transposée (m. 77-81) qui amène le deuxième thème en la bémol majeur (m. 81-87), ensuite développé et instable harmoniquement (m. 87-96) avant d'être exposé à la tonique mi majeur (m. 97-109). La fin du thème ramène la tonalité de la bémol majeur en descendant la gamme par tons (m. 105-109), après quoi le thème d'ouverture est repris dans un canon tonalement instable (m. 109-117) ; le matériau de la première coda est ré-exposé (m. 109-117) qui ramène et fixe la tonalité du mouvement mi majeur. Une dernière phrase (m. 135-144) dont l'avant-dernier accord est polytonal reprend le début du scherzo et conclut le mouvement.

### III - Sehr langsam - Ruhig - Rondo. Bewegt - Langsam
Le troisième mouvement combine le mouvement lent et le rondo d'une sonate classique en quatre mouvements.
Le mouvement commence à 6/8 en si mineur avec un premier thème très lent (sehr langsam, m. 1-9), suivi par un conduit (m. 9-15) et un deuxième thème lent (Ruhig, calme, à 9/8, m. 16-20) qui commence en ré majeur et finit en fa dièse majeur. S'ensuit le rondo (à 2/2) dans la tonalité de la sonate, sol majeur, de tempo animé (Bewegt) et humoristique, suivi par un couplet (m. 32-45) avant d'être repris (m. 46-65). Un nouveau thème apparaît alors, d'abord en mi mineur (m. 64-84) puis en fa dièse mineur (m. 84-100). Le thème du rondo réapparaît en mi majeur puis en do majeur (m. 101-111) avant d'être développé sur les harmonies de do mineur (m. 111) puis la bémol majeur (m. 117). Le premier thème est réexposé à 2/2 dans le tempo du rondo et cette fois dans le ton de la sonate, sol mineur (m. 125), puis en mi bémol mineur (m. 138) avant d'être développé (m. 143), passant par les tonalités de do dièse mineur, fa mineur et si majeur. Mesure 163 revient le thème du rondo (en sol majeur), suivi par le couplet déjà entendu dans l'exposition (m. 174-186). Le début du rondo est repris en mi majeur, en do dièse mineur (m. 189) puis en sol bémol majeur (m. 193) ; le deuxième thème lent (cette fois marqué Langsam), qui commence en mi bémol majeur, s'achève sur un très long accord de sol majeur.

## Troisième Sonate en si bémol majeur
La sonate dure un peu moins de vingt minutes. Le dernier mouvement est une fugue, écrite six avant le Ludus Tonalis (cycle pour piano de Hindemith écrit en hommage au Clavier bien tempéré de Bach, constitué de douze fugues séparées d'interludes, le tout encadré par un prélude et postlude).

### I - Ruhig bewegt
De tempo calme (Ruhig bewegt), le 1er mouvement commence en si bémol majeur par un thème à 6/8 (m. 1-18) réminiscent d'une sicilienne, qui n'est pas sans rappeler le début de la sonate op. 101 de Beethoven. Un deuxième thème pianissimo (m. 18-27) mène à la deuxième partie de l'exposition (m. 27-49) ; celle-ci reprend le premier thème auquel se superposent de nouvelles lignes mélodiques : d'abord en si majeur (m. 27-33), puis en mi mineur (m. 33-43), coloré de do majeur (m. 43-48), avant d'aboutir en la bémol majeur (m. 49). Le développement (m. 49-75) est construit sur un jeu d'imitations avec le motif des mesures 2 à 4 du thème, accompagné par un perpetuum mobile ; le motif est varié rythmiquement (m. 64-68) puis laisse place au motif de sicilienne (m. 68-75) menant à la réexposition (m. 75-111). La réexposition est inversée, qui reprend la 2e partie de l'exposition, d'abord en la majeur (m. 75-81), ré mineur (m. 81-86), passant par sol mineur (m. 86-90), fa dièse majeur (m. 91-94), ré majeur (m. 95-98), avant le retour du premier thème dans les registres aigus (m. 99-104). Le premier thème est ensuite accompagné à la basse (m. 104-111) par la mélodie du soprano des mesures 34 à 42. Le thème pianissimo ouvre la coda, plus lent (Langsamer, m. 112-126), dans une couleur plutôt mineure ; la dernière phrase, encore plus lente (Noch langsamer), reprend le premier thème et restaure la tonalité majeure.

### II - [Scherzo:] Sehr lebhaft
Le scherzo, très vif (Sehr lebhaft), est le plus souvent à 2/2, marqué par quelques changements de mesure (5/4, 3/4, 3/2, 2/2, 1/2). En si bémol mineur/majeur, le scherzo est structuré selon une forme ternaire simple : le thème a1 (m. 1-14) est repris, varié - le thème et son accompagnement permutent de registre (m. 14-28), - suivi par un développement du matériau présenté (m. 28-68), puis le retour du thème d'origine (m. 68-91).
Le trio, en ré bémol majeur, suit la même structure (forme menuet) que le scherzo : le thème du trio b1 (m. 91-102) est repris et varié (m. 102-113, là aussi la mélodie qui était à la main droite passe à la main gauche qui jouait l'accompagnement, et vice versa), développé sur toute l'étendue du clavier (m. 113-127) avant de revenir (m. 127-145).
Le thème du scherzo revient à l'identique du début du mouvement (m. 145-159), suivi d'un nouveau développement (m. 159-188) avant de revenir (m. 188-217) et de s'éteindre pianissimo.
Les thèmes du scherzo (a1) et du trio (b1) ont une tonalité bien définie (respectivement si bémol mineur et ré bémol majeur, son relatif) et les développements sont instables harmoniquement. On retrouve dans ce mouvement l'humour si caractéristique de Hindemith, ainsi que son harmonie par quartes (par exemple m. 11-12).

### III - Mäßig schnell
Le troisième mouvement, à 2/4, est structuré selon une forme sonate presque classique (1er thème à la tonique et 2e à la dominante, et réexposition à la tonique ; le choix de la tonalité du mouvement - sous-dominante de celle de la sonate - est également classique).
Il s'agit d'une marche funèbre, modérément rapide (Mäßig schnell). Après la dominante de dominante (m. 19-27), apparaît non pas le 2e thème comme il serait usuel de le faire, mais un fugato en si bémol majeur (m. 27-55) qui sera repris dans la fugue du 4e mouvement. Le deuxième thème apparaît alors (m. 55-75), lui aussi en si bémol majeur, formé de deux phrases, la 2e étant une variation de la première. Le développement (m. 76-118) commence comme une fausse réexposition, avant de présenter le thème de la marche funèbre en imitations dont le contresujet est tiré des m. 74-75 du 2e mouvement, d'abord en la bémol mineur (m. 96) puis en ré bémol mineur (m. 104). La marche revient fortissimo et tutti (m. 119-144), en mi bémol mineur, et le deuxième thème plus céleste, un peu plus calme (Ein wenig ruhiger), en mi bémol majeur (m. 144-158), par moments accompagné d'un contresujet issu de la marche funèbre. La coda (m. 159-177), de tempo plus lent (Langsamer), conclut le mouvement en mi bémol majeur.

### IV - Fuge. Lebhaft
Le sujet de la fugue se divise en deux parties : la tête, avec quatre notes accentuées en rythme de sarabande, et la queue, avec un motif déployant un accord de quartes répété trois fois. À 3/2 et de tempo vif (Lebhaft), la fugue commence avec l'exposition (m. 1-17) constituée de trois entrées du sujet (I-V-I), suivie d'un divertissement humoristique en imitations (m. 17-27). S'ensuit une contre-exposition en fa mineur (m. 28-45) avec quatre entrées (I-V-I-I), qui est un grand crescendo où les registres se dirigent vers les extrêmes du clavier. La musique module soudain en la mineur, exposant un nouveau matériau (m. 45-65), présenté quatre fois, deux fois avec le sujet (m. 55 et 59). La partie suivante (m. 65-84) reprend quasiment à l'identique le fugato en si bémol majeur du 3e mouvement (non plus à 2/4 mais à 3/2) : elle expose le deuxième sujet de la fugue. Vient ensuite une partie en si majeur (m. 84-107), juxtaposant le deuxième sujet et le matériau de la partie en la mineur (m. 84-94), puis les deux sujets (m. 94-107). Une nouvelle partie en mi bémol majeur (m. 108-121) montre de nouvelles juxtapositions des deux sujets ; les m. 115 à 121 présentent le deuxième sujet en augmentation avec le contresujet des m. 38-44. La musique revient à la tonique si bémol majeur pour la conclusion fortissimo (m. 122-148), plus large (Breiter), présentant d'abord les deux sujets réunis en un seul (m. 122-132), avec un accompagnement repris aux m. 119-127 du 3e mouvement, puis les têtes des deux sujets (m. 133-137). La coda (m. 138-148), sur la tête des deux sujets, est un grand crescendo de mezzo forte à fortississimo, où le tempo s'élargit (Bis zum Schluß verbreitern) ; elle conclut l'œuvre de façon magistrale.

## Discographie sélective
- Glenn Gould, Sony ou CBS
- Hans Petermandl, Marco Polo
- Sviatoslav Richter, pour les deux premières sonates.
- Maria Yudina, 3e sonate.
- Eric Heidsieck, sonates 1,2 et 3, Erato

## Sources
- Avant-propos de Bernhard Billeter traduits par Christopher Hyde dans les partitions des 1re et 2e sonates publiées chez Schott.
- François-René Tranchefort (dir.), Guide de la musique de piano et de clavecin, Paris, Fayard, coll. « Les indispensables de la musique », 1987, 870 p. (ISBN 978-2213016399, BNF 34978617), p. 413-414